# Mundial 2014 (historieta)
Mundial 2014 es una historieta de la serie Mortadelo y Filemón creada por el historietista español Francisco Ibáñez en 2014.

## Trayectoria editorial
Publicada en formato álbum en el n.º 162 de "Magos del Humor" en abril de 2014, con versión en catalán en el n.º 36 de "Mestres del Humor".

## Argumento
Mortadelo y Filemón viajan a Brasil, donde se celebra el Mundial de Fútbol de 2014, para desbaratar los planes de un terrorista que tratará de aprovechar la presencia en el evento de los presidentes Banana de los Estados Juntitos (parodia de Barack Obama) y Putotín de Borusia (parodia de Vladímir Putin), para que se declaren la guerra y se desencadene la Tercera Guerra Mundial. Los agentes, infiltrados en la competición, deberán impedirlo.